# Caesalpinia jayabo
Caesalpinia jayabo là một loài thực vật có hoa trong họ Đậu. Loài này được M.Gomez miêu tả khoa học đầu tiên.